# عکاس جنگ
عکاس جنگ (به انگلیسی: War Photographer) یک فیلم مستند به کارگردانی کریستین فری دربارهٔ عکاس خبری، جیمز ناکتوی است. این فیلم در سال ۲۰۰۲ نامزد بهترین فیلم مستند جایزه اسکار ، در ۲۰۰۴ جایزه امی و شانزده جایزهٔ دیگر شد اما فقط توانست در سال ۲۰۰۳ برندهٔ جایزه پی‌بادی شود.

## مکان‌های فیلمبرداری
- کوزوو
- شورش ۱۹۹۸ جاکارتا در اندونزی
- رام‌الله کرانه باختری رود اردن
- جاوه شرقی
- نیویورک سیتی آمریکا
- هامبورگ آلمان
- آفریقای جنوبی